# Réhabilitation écologique
 (décembre 2016).
La réhabilitation écologique d'un milieu, d'une friche industrielle consiste à y restaurer l'écosystème présent antérieurement, ou un environnement proche ou à plus forte naturalité. En France, la Loi Grenelle II insiste aussi sur l'importance de réhabiliter les quartiers et l'habitat ancien pour des raisons d'économies d'énergie.

## Écologie
En France, la Loi Grenelle II insiste aussi sur l'importance de réhabiliter les quartiers et l'habitat ancien pour des raisons d'économies d'énergie. L'écologie est la priorité et l'impératif de notre siècle. Pour lutter contre le réchauffement climatique, plusieurs moyens sont accessibles à tous. En effet, tous les travaux énergétiques permettant la diminution de perte d'énergie et la baisse de la consommation dans les habitations sont favorisés notamment par l'État avec la mise en place du crédit d'impôt.

## Habitat et la Rénovation écologique
La première étape pour rendre un bâtiment respectueux de l'environnement consiste à réduire les pertes d'énergie. Pour ce faire, le bâtiment est entièrement isolé, l'étanchéité à l'air de la construction est assurée et un système de ventilation mécanique est installé pour assurer un l'environnement intérieur sain.
La réhabilitation urbaine inclut toutes les opérations de réparations, reconstruction, restauration ou de réaménagement d'un bâtiment, d'un édifice ou d'un lieu urbain. Les économies d'énergie sont un des grands enjeux de la réhabilitation HQE (haute qualité environnementale) du patrimoine bâti ancien.  À titre d'exemple, le projet irlandais SERVE vise la réhabilitation énergétique de plus de 400 bâtiments dans l'éco-village de Cloughjordan.
[Réhabilitation] Mise en sécurité d'un logement.

## Les objectifs
Préserver et préparer l'avenir des générations futures est le devoir de chacun. Il est possible de tous y contribuer par des petites actions ciblées notamment lors de la rénovation de votre habitat. Rénover Écologique, ne veut pas dire alourdir les travaux à réaliser dans votre maison ou appartement mais optimiser la rénovation par l'utilisation de matériaux et de techniques dits Écologiques.